# Lingasandra, Madhugiri
Lingasandra là một làng thuộc tehsil Madhugiri, huyện Tumkur, bang Karnataka, Ấn Độ.